# Radzanów (Mława)
Radzanów è un comune rurale polacco del distretto di Mława, nel voivodato della Masovia.
Ricopre una superficie di 98,7 km² e nel 2004 contava 3 662 abitanti.